# Juan López de Zárate
Juan López de Zárate (Oviedo, España, 24 de junio de 1490 - Ciudad de México, 10 de septiembre de 1555) fue el primer obispo de la entonces Diócesis de Antequera, en el estado mexicano de Oaxaca de 1535 a 1555. Falleció en la Ciudad de México mientras asistía al primer Concilio Provincial de 1555 convocado por el arzobispo Alonso de Montúfar.

## Estudios
Monseñor López de Zárate nació en la ciudad española de Oviedo en 1490; se desconoce quiénes fueron sus padres. Realizó su carrera eclesiástica en el Seminario conciliar de su ciudad natal. Fue un alumno destacado, gracias a que poseía buena memoria. Se licenció en Teología sagrada y el doctorado en Derecho canónico, además del orden sacerdotal en la misma ciudad de Oviedo. Debido a su prestigio e instrucción, el emperador Carlos V lo nombró consejero de la corte y confesor de la reina Juana, además de canónigo de la Catedral de Madrid.

## Obispo de Oaxaca
Tras haberse erigido la Diócesis de Antequera (Oaxaca) en la Nueva España, el emperador propuso al papa Paulo III la elección de López de Zárate como primer obispo diocesano, lo cual fue aceptado por el pontífice, recibiendo la consagración episcopal en Madrid antes de embarcarse con rumbo al sureste novohispano.
En la Ciudad de México, fue recibido por clérigos y religiosos encomendados para servir en la nueva diócesis, con ellos llegó hasta la ciudad de Oaxaca, en donde fue recibido con alegría por los sacerdotes locales y la naciente sociedad sureña. Por entonces, aún no se había construido la Catedral de Oaxaca por lo que fue conducido hacia la ermita de Santa Catarina, (hoy en día la Iglesia de San Juan de Dios) para establecerse.
Durante los 18 años que gobernó la diócesis, sus empeños se enfocaron en la construcción de su catedral, así como en la ubicación de sacerdotes y parroquias en los centros poblacionales. Fue auxiliado en gran medida por la orden de los dominicos para emprender esta tarea. Fue reconocido por la caridad que brindaba a los pobres y por la elocuencia con que predicaba sus sermones. Trató de visitar su extenso territorio diocesano en una época en que había pocos caminos, y estos estaban llenos de peligros, además del clima cálido imperante.

## Fallecimiento
Por convocatoria del arzobispo de México Alonso de Montúfar, el obispo López de Zárate se presentó en la Ciudad de México para participar en el primer Concilio de obispos mexicanos en 1554 en donde se distinguió nuevamente por sus conocimientos y su elocuencia. En esta ciudad y durante la celebración del concilio, falleció el 10 de septiembre de 1555. Fue sepultado en el Convento de Santo Domingo de esta ciudad capital.